# Robert Hall Memorial Baptist Church (Leicester)

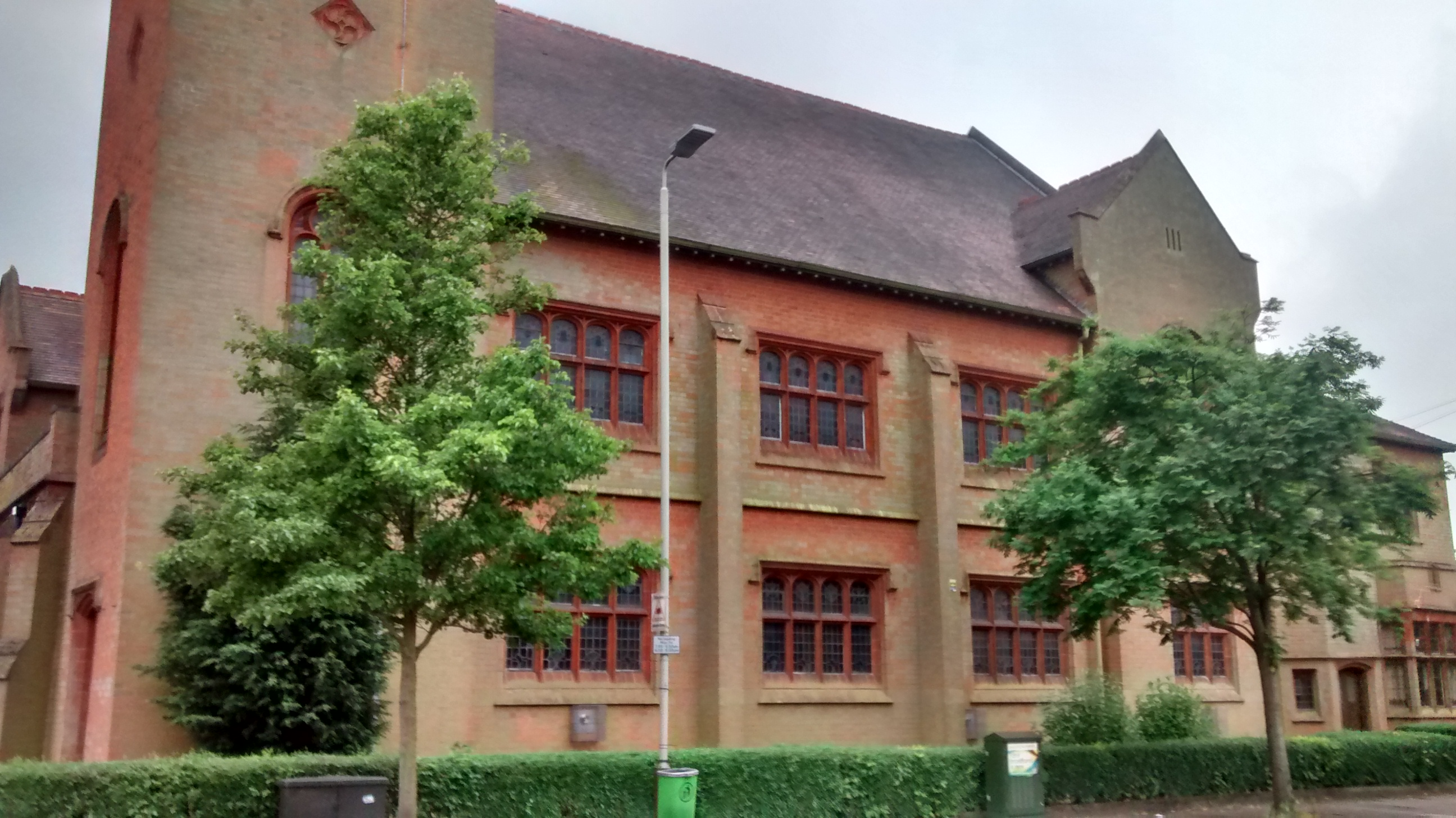
Kościół Robert Hall Memorial Baptist od ulicy Upperton Road

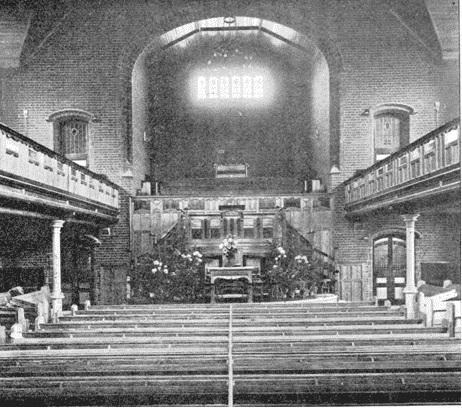
Kościół Robert Hall Babtist w 1901 r.

Robert Hall Memorial Baptist Church – kościół baptystyczny imienia Roberta Halla. Zbudowany i oddany do użytku w listopadzie 1901 r., w mieście Leicester w Wielkiej Brytanii. Kościół został zbudowany w stylu wiktoriańskim posiadający około 700 miejsc dla wiernych.
Kościół zaprojektowany przez architekta Waltera Branda.
Wnętrze kościoła posiada szerokie sklepienie kolebkowe z drewnianym stropem w kształcie podkowy wsparty na filarach klastrowych żelaznych. Prezbiterium ozdobione jest secesyjnymi detalami. Budynek kościoła posiada wszystkie okna oryginalne z ozdobnymi witrażami. Kościół należy do II klasy brytyjskich zabytków.
Kościół znajduje się między ulicami Narborough Road, Upperton Road obok dużej szkoły oddanej do użytku w tym samym czasie, co kościół.

## Pastorzy zboru
- Joseph Cornish - 1901-1904
- William Hurst - 1906-1917
- Frank Hirst - 1917-1920
- Arthur Ashpool - 1921-1933
- S.J.W. Towler - 1932-1935
- William Hurst - 1935-1939
- William Mutch - 1940-1946
- Stanley Tweed - 1947-1953
- Thomas Forrest Smith - 1954-1958
- William Stewart - 1959-1982
- Trefor Jones - 1983-1988
- Mark Burleigh - 1989-1999
- Sarah Harmsworth - 2000-2003
- Karl Hanton - 2004-2010
- Jenny Few - 2005-2011
- Pam Bryan - 2014-2016